# Sus celebensis
Sus celebensis é uma espécie de mamífero da família Suidae. Endêmica da Indonésia.

## Distribuição geográfica e habitat
A espécie é endêmica da Indonésia, ocorrendo naturalmente em Sulawesi e ilhas adjacentes, como Selayar, Buton, Muna, Kabeana e no arquipélago de Togian. Foi introduzida em Halmahera, Flores, Timor, Lendu e Simeulue.

## Nomenclatura e taxonomia
Três subespécies são provisoriamente reconhecidas, já que floresianus e timoriensis constituem populações introduzidas a partir de animais domesticados:
- Sus celebensis celebensis Muller & Schlegel, 1843 - encontrada em Sulawesi, Selayar, Buton, Muna, Kabeana, Peleng, Lembeh e outras ilhas do arquipélago de Tongian.
- Sus celebensis floresianus Heude, 1899 - Flores.
- Sus celebensis timoriensis Müller, 1840 - Timor e Roti.